# Malwine Enckhausen
Malwine Enckhausen oder Malvine Enckhausen Pseudonym I. Herzog oder L. Herzog (geboren 29. Oktober 1843 in Hannover; gestorben 20. März 1932 ebenda) war eine deutsche Schriftstellerin.

## Leben
Die in der Residenzstadt des Königreichs Hannover 1843 geborene Enckhausen war Tochter des im Leineschloss in der dortigen Schlosskirche tätigen Komponisten und Hoforganisten Heinrich Enckhausen. Ihre künstlerische Ausprägung wurde anfangs vor allem durch den regelmäßigen gesellschaftlichen Verkehr ihrer Eltern und die Besuche im hannoverschen Hoftheater stimuliert.

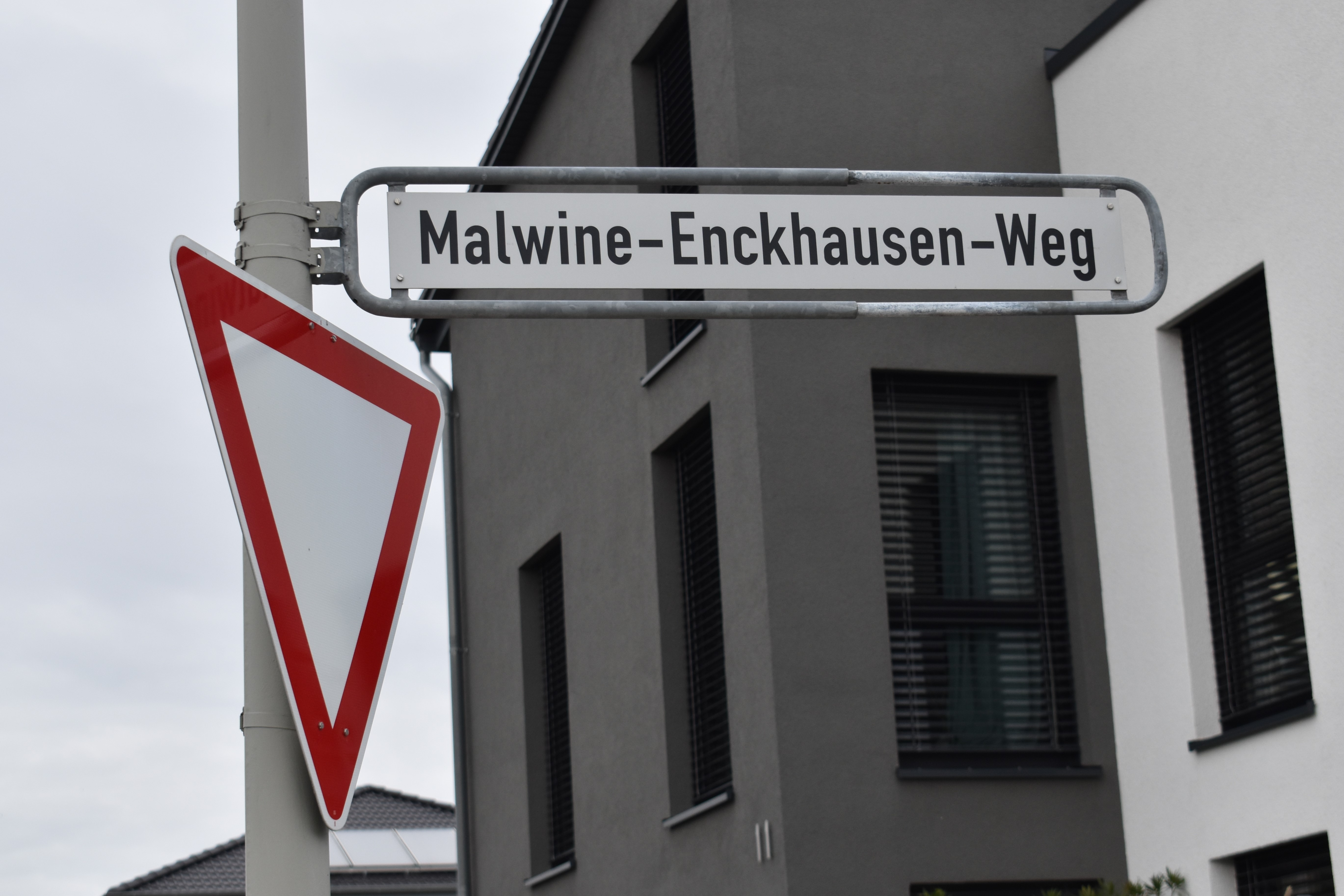
Straßenschild des Malwine-Enckhausen-Wegs in Hannover

Enckhausen lebte Ende des 19. Jahrhunderts in Hannover. Ihre erste Novelle, die Tagebücher einer Schauspielerin, konnte sie in einer in Leipzig erschienenen Zeitschrift veröffentlichen. Dieselbe Zeitschrift wurde anschließend zum Medium weiterer Arbeiten der Künstlerin.
1883 wurde Malwine Enckhausen als eine von rund 500 Bewerberinnen für ihre Novelle Ein verlorenes Leben  mit dem ersten Preis in einem Wettbewerb „für die beste schriftstellerische Arbeit“ ausgezeichnet.
2011 wurde die Straße Malwine-Enckhausen-Weg in Hannover-Wettbergen nach der Künstlerin benannt.

## Schriften (Auswahl)
- Tagebücher einer Schauspielerin, Novelle[4]
- Ein verlorenes Leben, Novelle[4]
- Chronika. Fünf geschichtliche Erzählungen; darin: Um Krone und Leben, Der Bildhauer von Nürnberg, Hans Sachs, Licht und Schatten eines Künstlerlebens, Ein erloschener Stern, im Schuber von Georg Schaefer, Druck R. Zacharias (Magdeburg), Buchornamentik im Jugendstil, Stuttgart: Paul Unterborn Verlag für Deutsches Schrifttum, 1905
- Meister Helfft. Roman (= Weicherts Wochen-Bibliothek, Band 276), Berlin: Weichert, [1912]
- Kunst und Leben / L. Herzog (= Weicherts Wochen-Bibliothek, Band 283), Berlin: Weichert, [1913]
- Frauenehre / M. Enckhausen, (= Das Gute Buch, Band 3), Berlin: Weichert, [1914]
- Hilde. Roman / M. Enckhausen, (= Das Gute Buch, Band 16), Berlin: Weichert, [1914]
- Die Ehe der Tragödin. Roman / von L. Herzog, (= Bibliothek zeitgenössischer Erzähler, Band 25), Berlin: Weichert, [1916]
- Eva. Roman / von Malvine Enckhausen (= Bibliothek zeitgenössischer Erzähler, Band 27), Berlin: Weichert, [1916]
- Nur ein Bauernsohn. Roman / M. Enckhausen (= Weicherts 25 Pfennig-Bibliothek, Band 302), Berlin: Weichert, [1917]
- Das alte Lied. Roman / L. Herzog
  - Neudruck (= Neue Rekord-Bibliothek, Band 17), Berlin: Weichert, [1937]

Übersetzungen:
- Shakespeare. Eine kritische Studie. Nebst dem Essay Ernest Crosbys über die Stellung Shakespeares zu den arbeitenden Klassen und einem Brief Bernard Shaws. 2. Auflage. aus dem russischen Original O Šekspire i o drame von 1904, „Einzige berechtigte deutsche Ausgabe, übersetzt von M. Enckhausen“, Hannover: Adolf Sponholtz Verlag, 1906.